# ТЕС Серопедіка
22°43′13″ пд. ш. 43°38′45″ зх. д. / 22.72028° пд. ш. 43.64583° зх. д.
ТЕС Серопедіка — теплова електростанція у бразильському штаті Ріо-де-Жанейро. Певний час носила назву ТЕС Barbosa Lima Sobrinho.
Станцію ввели в експлуатацію у 2001 році. На її майданчику змонтували вісім встановлених на роботу у відкритому циклі газових турбін потужністю по 48,5 МВт. 
Як паливо ТЕС використовує природний газ, котрий надходить по газопроводу Gasvol. Також вона може споживати дизельне пальне.
Для видалення продуктів згоряння кожна турбіна має димар заввишки 27 метрів.
Система охолодження використовує воду із річки Гуанду.
Видача продукції відбувається по ЛЕП, розрахованій на роботу під напругою 138 кВ.
ТЕС належала енергетичній корпорації Енрон, після всесвітньо відомого банкрутства якої була придбана бразильським нафтогазовим гігантом Petrobras.
Можливо також відзначити, що біч-о-біч з майданчиком станції Серопедіка знаходиться ТЕС Baixada Fluminense.